# 大頭擬杜父魚
大頭擬杜父魚，為輻鰭魚綱鮋形目杜父魚亞目隱棘杜父魚科的其中一種，為深海魚類，分布於東南太平洋智利及西南大西洋烏拉圭至阿根廷海域，棲息深度150-1250公尺，本魚在身體上的彩色斑紋改變, 具有或者沒有三條不規則的褐色條紋，背鰭硬棘5-6枚；背鰭軟條13-14枚；臀鰭軟條11-12枚，體長可達21.7公分，棲息在底層水域，生活習性不明。

## 扩展阅读
維基物種上的相關：大頭擬杜父魚